# O Diário de Sofia
O Diário de Sofia foi, originalmente, um website português trazendo publicações de um fictício diário de uma adolescente, Sofia Afonso, contando os dilemas da juventude. 

## Livros
A primeira edição do Oitavo Livro do Diário de Sofia, foi esgotada em apenas uma semana após o lançamento do livro. O sucesso dos livros de "O Diário de Sofia", foi tanto que os autores (Nuno Bernardo e Marta Gomes) escreveram do segundo diário ao nono. Também escreveram o Diário Confidencial de Mariana, que conta com quatro livros das histórias de Mariana Afonso, irmã mais nova de Sofia Afonso. 
- O primeiro livro do diário de Sofia (Marta Gomes e Nuno Bernardo), 2004
- O Natal no diário de Sofia (Marta Gomes e Nuno Bernardo)
- O segundo livro do diário de Sofia (Marta Gomes e Nuno Bernardo)
- O terceiro livro do diário de Sofia (Marta Gomes e Nuno Bernardo)
- O quatro livro do diário de Sofia (Marta Gomes e Nuno Bernardo)
- O quinto livro do diário de Sofia (Marta Gomes e Nuno Bernardo)
- O sexto livro do diário de Sofia (Marta Gomes e Nuno Bernardo)
- O sétimo livro do diário de Sofia (Marta Gomes e Nuno Bernardo)
- O oitavo livro do diário de Sofia (Marta Gomes e Nuno Bernardo)
- O nono livro do diário de Sofia (Marta Gomes e Nuno Bernardo)
- O décimo livro do diário de Sofia (Marta Gomes e Nuno Bernardo)
- O décimo primeiro livro do diário de Sofia (Marta Gomes e Nuno Bernardo)
- O décimo segundo livro do diário de Sofia (Marta Gomes e Nuno Bernardo)
- Diário Confidencial de Mariana (Marta Gomes e Nuno Bernardo)

## Seriado
O sucesso das histórias de Sofia foi tanto, que se decidiu fazer uma série baseada nos livros em 2005, produzida e exibida pela RTP1, televisão portuguesa, e RTP2, canais públicos portugueses. A série é de cinco [minutos] por dia, e conta as aventuras da personagem em cada dia da semana. No fim existem dois números para as pessoas ligarem e dizerem como resolver os enigmas, dilemas e dúvidas de Sofia. 

### Elenco
| Actor                            | Personagem        |
| -------------------------------- | ----------------- |
| Marta Gil                        | Sofia Carvalho    |
| Maria Inês Lopes                 | Joana             |
| Mafalda Roxo                     | Rita              |
| Raquel Strada                    | Bianca            |
| Pedro Carvalho                   | Skater MC         |
| Miguel Rocha                     | Miguel            |
| Tiago Garrido                    | Joca              |
| Marta Rodrigues                  | Monica            |
| David Carronha                   | Zeca              |
| Tomás Caetano                    | Chico             |
| Bianca Motta / Filipa Oliveira   | Mariana           |
| Mariana Santos / Mariana Perucho | Beatriz           |
| João Passos                      | Luís              |
| Ana Padrão                       | Helena            |
| Ricardo Carriço                  | Alexandre         |
| Bruno Veloso                     | Hugo              |
| Frederico Barata                 | Rui               |
| Luís Eusébio                     | Kiko              |
| Cláudia Aguizo                   | Paty              |
| Inês Oneto                       | Teresa            |
| Cátia Nunes                      | Geninha           |
| Catarina Mago                    | Carla             |
| Miriam Passarinho                | Susana            |
| João de Brito                    | Nuno              |
| Alexandra Diogo                  | Isaura            |
| Marta Osiecka                    | Prof de Português |
| Tiago Cruz                       | Paulo             |
| Patrícia Varges                  | Luísa             |
| Bruno Cunha                      | Henrique          |
| Alexandre Ferreira               | Johny             |

Participações especiais
| Miguel Rocha      | Miguel          |
| Bruno Vaz         | Pedro           |
| André Nunes       | Tiago           |
| Cristina Lopes    | Anna            |
| Fátima Luzes      | Prof matemática |
| Miguel Morais     | João            |
| Ricardo Pereira   | Francesco       |
| Ricardo Moraes    | Ricardo         |
| Marlene Sequeira  | Irina           |
| Ciomara Morais    | Leonor          |
| Sara Inês         | Isabel          |
| João Ventura      | Dealer          |
| João Mota         | Encenador       |
| Guilherme Barroso | Leonardo        |
| Sílvia Lucena     | Ana             |
| Gabriela de Sá    | Amy             |
| Jorge Albuquerque | João            |
| José Nogueira     | Gilberto        |
| Mário Morgado     | Ricardo         |

## Ligações
- Diário de Sofia - Brinca Brincando